# Яхини
Яхини (ивр. יָכִינִי‎) — религиозный мошав на юге Израиля. Расположен в северной пустыне Негев, недалеко от Сдерота. Находится в ведении регионального совета Шаар-ха-Негев. По данным Центрального статистического бюро Израиля, население на начало 2020 года составляло 734 человека.

## История
Мошав основан в 1950 году еврейскими иммигрантами из Йемена, которые были привезены в Израиль во время операции «Ковер-самолет». Мошав назван в честь одного из сыновей Симеона, сына Иакова, так как расположен на территории, принадлежавшей колену Симеона в библейские времена (Чис. 26:12). 
Яхини основан на землях обезлюдевшей палестинской деревни Аль-Мухаррака.
В студенческом поселке в Яхини проживают студенты близлежащего колледжа Сапир.

## Вторжение ХАМАС в Израиль
Во время внезапного нападения на Израиль 7 октября 2023 года на еврейский праздник Симхат Тора боевики террористической организации ХАМАС из сектора Газа вторглись в мошав, убив десятки его жителей.

## Население
По данным Центрального статистического бюро Израиля, население на начало 2020 года составляло 734 человека.